# Effectif actuel des Canadiens de Montréal
| No    | Nom                   | Nat. | Position             | Arrivée                         | Salaire        |
| ----- | --------------------- | ---- | -------------------- | ------------------------------- | -------------- |
| +035, | Samuel Montembeault   |      | Gardien de but       | 2021 - Ballottage               | +03 150 000, $ |
| +075, | Jakub Dobeš           |      | Gardien de but       | 2020 - Repêchage                | +00965 000, $  |
| -     | Marc Del Gaizo        |      | Défenseur            | 2025 - Agent libre              | +00775 000, $  |
| +008, | Mike Matheson – A     |      | Défenseur            | 2022 - Penguins de Pittsburgh   | +04 875 000, $ |
| +021, | Kaiden Guhle          |      | Défenseur            | 2020 - Repêchage                | +05 500 000, $ |
| +045, | Alexandre Carrier     |      | Défenseur            | 2024 - Predators de Nashville   | +03 750 000, $ |
| +048, | Lane Hutson           |      | Défenseur            | 2022 - Repêchage                | +00950 000, $  |
| +053, | Noah Dobson           |      | Défenseur            | 2025 - Islanders de New York    | +09 500 000, $ |
| +072, | Arber Xhekaj          |      | Défenseur            | 2021 - Agent libre              | +01 300 000, $ |
| -     | Samuel Blais          |      | Ailier               | 2025 - Agent libre              | +00775 000, $  |
| +011, | Brendan Gallagher – A |      | Ailier droit         | 2010 - Repêchage                | +06 500 000, $ |
| +013, | Cole Caufield         |      | Ailier gauche        | 2019 - Repêchage                | +07 850 000, $ |
| +014, | Nick Suzuki – C       |      | Centre               | 2018 - Golden Knights de Vegas  | +07 875 000, $ |
| +015, | Alex Newhook          |      | Centre               | 2023 - Avalanche du Colorado    | +02 900 000, $ |
| +017, | Josh Anderson         |      | Ailier droit         | 2020 - Blue Jackets de Columbus | +05 500 000, $ |
| +020, | Juraj Slafkovský      |      | Ailier gauche        | 2022 - Repêchage                | +07 600 000, $ |
| +071, | Jake Evans            |      | Centre               | 2014 - Repêchage                | +02 850 000, $ |
| +076, | Zachary Bolduc        |      | Centre/Ailier gauche | 2025 - Blues de Saint-Louis     | +00863 334, $  |
| +077, | Kirby Dach            |      | Centre               | 2022 - Blackhawks de Chicago    | +03 362 500, $ |
| +091, | Oliver Kapanen        |      | Centre               | 2021 - Repêchage                | +00925 000, $  |
| +092, | Patrik Laine          |      | Ailier gauche        | 2024 - Blue Jackets de Columbus | +08 700 000, $ |
| +093, | Ivan Demidov          |      | Ailier droit/Centre  | 2024 - Repêchage                | +00940 833, $  |